# Il fiuto di Sherlock Holmes
Il fiuto di Sherlock Holmes (名探偵ホームズ?, Meitantei Hōmuzu, lett. "Detective Holmes"), conosciuto nel Regno Unito come Sherlock Hound, è un anime televisivo, adattamento dei racconti e romanzi di Arthur Conan Doyle sulle vicende di Sherlock Holmes, in cui tutti i personaggi hanno l'aspetto di cani antropomorfi, in particolare Sherlock Holmes è un segugio (hound, appunto).

## Produzione e trasmissione
La serie nasce nell'aprile 1981 da una co-produzione tra l'italiana RAI e la giapponese Tokyo Movie Shinsha sotto la supervisione di Hayao Miyazaki, che dirige anche i primi 6 episodi realizzati (nella serie definitiva verranno posizionati come episodi 3, 4, 5, 9, 10 e 11). Tuttavia, a causa di problemi legati ai diritti sul personaggio di Sherlock Holmes e detenuti dagli eredi di Doyle, la produzione viene interrotta quando solo 4 episodi sono completati e 2 ancora in produzione.
È solo nel marzo 1984 che in Giappone vengono presentati due episodi della serie in accompagnamento alla proiezione cinematografica del lungometraggio campione d'incasso diretto da Miyazaki Nausicaä della Valle del vento (風の谷のナウシカ?, Kaze no tani no Naushika). Questo riaccende sulla serie l'attenzione del pubblico giapponese, tanto da convincere la produzione a riprenderla affidando la regia dei restanti 20 episodi a Kyosuke Mikuriya.
Così, nel novembre del 1984, la serie in 26 episodi debutta finalmente in televisione: in Giappone su TV Asahi e in Italia su Rai Uno. La qualità del prodotto permette alla serie di diventare popolare anche in altri paesi e in terra nipponica il cartone ottiene un ottimo successo. In Italia invece essa passa praticamente inosservata. Nel primo passaggio televisivo ogni episodio era "spezzato" in quattro parti da cinque minuti ciascuna, tanto che erano necessari quattro giorni per vedere la fine di un episodio completo. Negli anni successivi, la RAI ripropone la serie, questa volta trasmettendo integralmente gli episodi (a volte anche due al giorno), inserendoli anche all'interno dei programmi per ragazzi Cartoni magici (1985) e Big!, ma l'accoglienza del pubblico rimane tiepida; in seguito la serie verrà trasmessa anche su San Marino RTV. In Italia la serie è stata pubblicata parzialmente in VHS nel 1996 dalla Avo Film, con 2 episodi per nastro e il titolo Le nuove avventure di Sherlock Holmes, e poi interamente in 5 DVD da Yamato Video.
La serie ha conosciuto un 'revival' nel 2015 grazie a una linea di abiti da cosplay commercializzata dalla giapponese Sukiyaki.
Nel 2019, sono stati presentati i primi due episodi della serie ad Alice nelle città, la sezione parallela della Festa del Cinema di Roma, in occasione del nuovo restauro curato dal CPTV della RAI partendo dal 16 mm originale. Dal 22 dicembre 2019, 13 episodi restaurati sui 26 originali sono disponibili su RaiPlay; tuttavia il resto della serie non è mai stato caricato e la Rai non ha eseguito repliche in TV. Dal 2025 la serie non è più disponibile su RaiPlay.

## Personaggi
- Sherlock Holmes: è l'investigatore privato, protagonista della serie. Dotato di ottimo intuito, gran conoscitore nel campo della scienza e della botanica. Suona il violino nei momenti di svago ed è appassionato di esperimenti chimici, seppure con esiti talvolta disastrosi. Risiede presso l'abitazione di Mrs Hudson di Baker Street.
- Dottor Watson: l'inseparabile collaboratore di Holmes. Risiede nella stessa abitazione di Mrs Hudson, per la quale non nasconde un particolare affetto. Prima di diventare socio di Holmes svolgeva la professione di medico.
- Professor Moriarty: Il nemico di Holmes, un ladro ingegnoso ed egocentrico: si ritiene infatti il più grande criminale di tutti i tempi. È affiancato da due aiutanti, Smiley e Todd. Organizza furti e rapimenti con astuzia e accuratezza, allo scopo di guadagnare ricchezza e popolarità. La sua abilità criminale gli permette di farsi beffe di Scotland Yard e dell'ispettore Lestrade, ma tutti i suoi sforzi verranno vanificati dall'abilità di Holmes alla fine di ogni episodio.
- Todd e Smiley: I due aiutanti di Moriarty, spesso responsabili del fallimento dei piani diabolici del professore. Sono, rispettivamente, un cane alto e verdognolo ed un cagnetto grassottello e marroncino.
- Ispettore Lestrade: membro di Scotland Yard, goffo, impacciato, ossessionato dall'obiettivo di arrestare il professor Moriarty. Si ritrova, in ogni episodio, a indagare sui colpi messi a segno dall'astuto criminale. Malgrado il suo orgoglio, si ritrova spesso a doversi affidare alla consulenza di Holmes per risolvere i casi.
- Mrs Hudson: la giovane e bella governante di casa Holmes. Sia Holmes che Watson mostrano un grande interesse nei suoi riguardi. È vedova di un pilota d'aereo rimasto vittima di un incidente in volo.

## Doppiaggio
| Personaggio        | Doppiatore italiano | Doppiatore giapponese |
| ------------------ | ------------------- | --------------------- |
| Sherlock Holmes    | Elio Pandolfi       | Taichirō Hirokawa     |
| Dott. Watson       | Riccardo Garrone    | Kōsei Tomita          |
| Mrs. Hudson        | Cristina Grado      | Yōko Asagami          |
| Professor Moriarty | Mauro Bosco         | Chikao Ōtsuka         |
| Ispettore Lestrade | Enzo Consoli        | Shōzō Iizuka          |
| Todd               | Maurizio Mattioli   | Hiroshi Masuoka       |
| Smiley             | Angelo Maggi        | Mitsuo Senda          |

La versione italiana presenta un adattamento molto "libero", e frequentemente vengono aggiunte battute sul muto rispetto alla versione giapponese.
Nei primi episodi sono presenti alcune variazioni nei dialoghi italiani relativamente al rapporto tra Holmes, Watson e Mrs. Hudson:
- nella versione giapponese dell'episodio 1 Holmes e Watson si incontrano per la prima volta su una imbarcazione e si presentano poco prima che la nave venga attaccata da un gruppo di pirati. Nel doppiaggio italiano, invece, i dialoghi si svolgono in modo che i due colleghi si conoscano già da tempo ma si fingano estranei per poter indagare in incognito sul caso dei pirati di mare;
- nella versione italiana, all'inizio dell'episodio 2, il dottor Watson è di rientro verso l'abitazione di Baker Street e, ricevuto da Mrs. Hudson, le parla come se la conoscesse già e fosse stato via di casa per un po' di tempo. In realtà, nella versione giapponese, Watson si sta trasferendo a casa della governante, dopo aver accettato di lavorare come socio di Holmes, e Mrs. Hudson lo riceve per la prima volta. Questo spiega la successiva infatuazione che il dottore proverà per la padrona di casa.

Nell'episodio 24 l'ispettore Lestrade si sente talmente umiliato dal professor Moriarty al punto che decide di suicidarsi buttandosi dalla torre del Big Ben, ma due poliziotti riescono a impedire il gesto. Nella versione italiana invece Lestrade chiede soccorso ai suoi poliziotti per essere accidentalmente scivolato e sul punto di precipitare.

## Episodi
| Nº | Titolo italiano Giapponese 「Kanji」 - Rōmaji                                                         | In onda          | In onda |
| Nº | Titolo italiano Giapponese 「Kanji」 - Rōmaji                                                         | Giapponese       |         |
| 1  | Le quattro firme 「彼がうわさの名探偵」 - kare ga uwasa no mei tantei                                 | 6 novembre 1984  |         |
| 2  | La corona di Mazzarino 「悪の天才モリアーティ教授」 - aku no tensai moriaati kyooju                   | 13 novembre 1984 |         |
| 3  | La piccola cliente 「小さなマーサの大事件!?」 - chiisana maasa no dai jiken!?                         | 20 novembre 1984 |         |
| 4  | Il rapimento di Mrs. Hudson 「ミセス・ハドソン人質事件」 - misesu. hadoson hitojichi jiken            | 27 novembre 1984 |         |
| 5  | Lo smeraldo blu 「青い紅玉（ルビー）」 - aoi koogyoku (rubii)                                         | 4 dicembre 1984  |         |
| 6  | Il palloncino verde 「緑の風船の謎をとけ!」 - midori no fūsen no nazo o toke!                         | 11 dicembre 1984 |         |
| 7  | La statua scomparsa 「大追跡!ちびっこ探偵団」 - dai tsuiseki! chibikko tantei dan                     | 18 dicembre 1984 |         |
| 8  | La banda maculata 「まだらのひも」 - mada ra no himo                                                  | 25 dicembre 1984 |         |
| 9  | Il tesoro sommerso 「海底の財宝」 - kaitei no zaihoo                                                  | 8 gennaio 1985   |         |
| 10 | Le scogliere di Dover 「ドーバー海峡の大空中戦!」 - doobaa kaikyoo no dai kūchū sen!                  | 15 gennaio 1985  |         |
| 11 | Le sterline mancanti 「ねらわれた巨大貯金箱」 - nerawa re ta kyodai chokin bako                       | 22 gennaio 1985  |         |
| 12 | La fuga nella tempesta 「教授嵐の大失敗!!」 - kyooju arashi no dai shippai!!                          | 29 gennaio 1985  |         |
| 13 | Il vagone dei lingotti d'oro 「貨車が消えた!?教授の大魔術」 - kasha ga kie ta!? kyooju no dai majutsu | 5 febbraio 1985  |         |
| 14 | Le aragoste di corallo 「珍味!さんごのロブスター」 - chinmi! san go no robusutaa                      | 12 febbraio 1985 |         |
| 15 | La statua di Moriarty 「見たか!ピカピカの大どろぼう」 - mi ta ka! pika pika no dai do ro bō           | 19 febbraio 1985 |         |
| 16 | La spada sacra 「魔城!ホームズ生か死か?」 - ma joo! hoomuzu sei ka shi ka?                            | 26 febbraio 1985 |         |
| 17 | Il mostro del Tamigi 「テムズ川の怪物」 - temuzu gawa no kaibutsu                                     | 5 marzo 1985     |         |
| 18 | L'avventura dei tre studenti 「ネスコに散ったドジ作戦!」 - nesuko ni chit ta doji sakusen!            | 12 marzo 1985    |         |
| 19 | La stele di Rosetta 「漱石・ロンドン凧合戦!」 - sooseki. rondon dako kassen!                          | 19 marzo 1985    |         |
| 20 | Il volo del dirigibile 「飛行船しろがね号を追え!」 - hikōsen shiro ga ne goo o oe!                    | 26 marzo 1985    |         |
| 21 | Lo stallone reale 「ブンブン!はえはえメカ作戦」 - bunbun! wa e wa e meka sakusen                      | 15 aprile 1985   |         |
| 22 | La meravigliosa macchina volante 「ハチャメチャ飛行機大レース!?」 - hachamecha hikooki dai reesu!?    | 22 aprile 1985   |         |
| 23 | Il pappagallo parlante 「知恵くらべ!オウム対教授」 - chie kurabe! oomu tai kyooju                     | 29 aprile 1985   |         |
| 24 | La campana del Big Ben 「聞け!モリアーティ讃歌」 - kike! moriaati sanka                               | 6 maggio 1985    |         |
| 25 | La bambola francese 「大混乱!人形すりかえ事件」 - dai konran! ningyoo surikae jiken                   | 13 maggio 1985   |         |
| 26 | La sposa scomparsa 「さよならホームズ!最後の事件」 - sayonara hoomuzu! saigo no jiken                 | 20 maggio 1985   |         |

## Il fumetto
Parallelamente al debutto televisivo, nel 1984 esce sulla rivista settimanale "Il Giornalino" una versione a fumetti de Il fiuto di Sherlock Holmes, con testi di Toni Pagot e disegni affidati a Franco Oneta, Gino Gavioli e Carlo Peroni.
Questa versione a fumetti mostra però diverse differenze rispetto a quella animata, in particolare nella caratterizzazione dei personaggi. Ad esempio Sherlock Holmes risulta molto più intuitivo ma in certi casi anche più superbo e di conseguenza di carattere piuttosto "antipatico". Altre variazioni si riscontrano nell'ispettore Lestrade, per nulla burbero - anzi - è spesso lui a contattare l'abile detective per risolvere i casi troppo difficili per lui. Il professor Moriarty ha una personalità molto più perfida e malvagia, i suoi covi sotterranei contengono numerose sculture demoniache alle quali rivolge preghiere con l'intento di realizzare i suoi furti. Todd, uno dei due aiutanti di Moriarty è ancora più impacciato e anche balbuziente.

## Sigla

### Sigla italiana e colonna sonora originale
La sigla italiana è composta da Giampaolo Zavallone ed eseguita dalla band "Complotto". All'epoca della programmazione televisiva, nel 1984, il brano fu pubblicato dalla Polydor come singolo, in un 45 giri che include sia la versione cantata in italiano sia quella in inglese. La Rai ha trasmesso quasi sempre quest'ultima nei pochi passaggi televisivi; la versione su RaiPlay utilizza invece in apertura la versione italiana del brano e in chiusura la base musicale della sigla finale giapponese.
- La versione sul lato A del 45 giri è accreditata come SHERLOCK HOLMES in inglese sulla copertina e SHERLOCK HOLMES - inglese sull'etichetta del disco;
- La versione sul lato A del 45 giri è accreditata come SHERLOCK HOLMES in italiano sulla copertina e SHERLOCK HOLMES - italiano sull'etichetta del disco. Della canzone esiste un'altra versione: SHERLOCK HOLMES IN ITALIANO, una versione cover eseguita dai Complotto ed i Piccoli cantori di Milano.

Autori
- testo inglese ed italiano: Salvatore De Pasquale
- musica: Mauro Malavasi, Federico Poli e Franca Poli
- esecuzione: Paolo Zavallone, accreditato anche come Zavalloni, Giampaolo, Gian Paolo oppure Gianpaolo.

### Sigla in altre nazioni
La sigla inglese non è mai stata utilizzata da emittenti televisive americane e britanniche, che hanno invece trasmesso la versione strumentale di quella giapponese. La sigla italiana è stata ripresa e adattata con testi in lingua per il mercato spagnolo e arabo sebbene con notevoli variazioni strumentali. La sigla francese è stata invece ricantata sulla base originale giapponese.
In alcuni Paesi, soprattutto Giappone, Spagna, Francia e Svezia, la serie animata ha ottenuto un successo tale da consentire la diffusione dell'intera colonna sonora.
Lista completa dei brani, inediti in Italia
1. Sora Kara Koboreta Story (Una storia giunta dal cielo) (sigla di testa)
2. Kiri no London (La nebbia su Londra)
3. Minareta Machikadō (Un angolo di famiglia in città)
4. Moriarty Kyōju (Professor Moriarty)
5. Harikiri (Un ragazzo grintoso)
6. Sora Kara Koboreta Story (base strumentale)
7. Yūhi ni Karada wo Somete (Cogliere il sole al tramonto)
8. Teimuzu-gawa no Dansu (Il ballo del Tamigi) (base strumentale)
9. Kimi no Kokoro ni Tsutsumarete (Al riparo del tuo cuore)
10. Itsumo no Torimono (Persecuzione continua)
11. Aku no Onshō (Il centro del male)
12. Scotland Yard Patrol Car (L'autopattuglia di Scotland Yard)
13. Crystal Memory (Ricordo di cristallo)
14. Tegakari Sagashite Samayotte (Alla caccia di un indizio)
15. Aozora ha Bokura no Sekai (Il cielo azzurro è il nostro mondo)
16. Teimuzu-gawa no Dansu (Il ballo del Tamigi) (sigla di coda)